# Ibn Qutayba
Abū Muḥammad ʿAbd Allāh al-Dīnawarī al-Kūfī al-Marwazī (arabo أبو محمد عبد الله بن مسلم بن قتيبة الدينوري ﺍﻟﻜﻮﻓﻲ ﺍﻟﻤﺮﻭﺯﻱ, Abū Muḥammad ʿAbd Allāh ibn Muslim ibn Qutayba al-Dīnawarī al-Kūfī al-Marwazī, più conosciuto come Ibn Qutayba; Kufa, 828 – Baghdad, 889) è stato un enciclopedista persiano sunnita di orientamento hanbalita.
Ibn Qutayba è stato uno dei più grandi poligrafi sunniti hanbaliti del IX secolo. Le sue opere riguardano le cosiddette "scienze religiose" (ʿulūm dīniyya) e l'adab. La sua famiglia d'origine era persiana arabizzata, originaria del Khorāsān, trasferitasi in Iraq al seguito delle forze militari che si affermarono nella cosiddetta "rivoluzione abbaside" dell'VIII secolo contro gli Omayyadi.

## Nascita ed educazione
Ibn Qutayba nacque a Baṣra nell'828 (213 del calendario islamico). Si hanno scarse informazioni che lo riguardino, ma sappiamo che fu allievo di alcuni grandi nomi della cultura islamica dell'epoca, tra cui: 
- Isḥāq b. Ibrāhīm b. Rāhawayh al-Ḥanẓalī (m. verso l'851), teologo sunnita, discepolo di Ibn Ḥanbal e protetto dai Tahiridi di Nishapur;
- Abū Ḥātim Sahl b. Muḥammad al-Sijistānī (m. verso l'864), filologo e tradizionista;
- al-ʿAbbās b. al-Faraj al-Riyāshī, filologo e trasmettitore, al pari di al-Sijistānī, degli insegnamenti di al-Aṣmaʿī e di Abū ʿUbayda.

## Carriera
Sappiamo poco della carriera di Ibn Qutayba, ma si può ragionevolmente supporre che egli abbia approfittato del ritorno all'"ortodossia" sunnita, dopo la parentesi del "califfato mutazilita", imposto dal califfo abbaside al-Mutawakkil nell'846, favorito (a suo dire) anche dal vizir Abū al-H̩asan ʿUbayd Allāh b. Yaḥyā b. Khāqān.
È a questo vizir che Ibn Qutayba dovette la sua nomina a qād̩ī di Dīnavar verso l'851, funzione che egli conservò fino all'870 circa. Sembra che in seguito abbia occupato un posto in seno alla magistratura califfale (Dīwān al-Maz̩ālim) a Bas̩ra, fin quando almeno la città fu saccheggiata dagli Zanǧ nell'871. È possibile che quest'ultima funzione però fosse invece ricoperta da un altro funzionario abbaside, Saʿīd b. Maḫlad, nestoriano convertitosi all'Islam.

## Insegnamento
Dopo l'871, Ibn Qutayba si dedicò all'insegnamento delle sue stesse opere in un quartiere di Baghdad fino alla sua morte nell'889.

### Discepoli
Tra i suoi discepoli si ricordano il figlio Ah̩mad, che pare abbia svolto un ruolo importante nella trasmissione in Egitto delle opere paterne e da lì verso l'occidente musulmano (al-Andalus), ma si possono ricordare anche ʿUbayd Allāh b. ʿAbd al-Rah̩mān al-Sukkarī (morto nel 935), Abū Muh̩ammad ʿAbd Allāh b. Jaʿfar b. Durustawayh e Ibrāhīm b. Muh̩ammad b. Ayyūb al-S̩āʾigh (morto nel 925).

### Principali lavori
- Adab al-Kātib: manuale di filologia a uso dei kuttāb (segretari amministrativi), preceduta da una famosa introduzione, talvolta considerata come una professione di fede politica e culturale.
- Gli Arabi (Kitāb al-ʿArab): lavoro sui meriti comparati degli Arabi, dei Persiani e dei Khorasaniani (nerbo dell'esercito califfale fino ad al-Maʾmūn e dell'amministrazione.
- Le bevande (Kitāb al-ashriba): fatwā sulle bevande, scritte nello stile tipico dell'adab
- I motivi della poesia (Maʿānī al-shiʿr): opera in cui sono esaminati i principali temi poetici in uso nella sua epoca
- Libro delle conoscenze (K. al-maʿārif): notizie biografiche su alcuni celebri personaggi della storia arabo-islamica
- Libro sulla poesia e i poeti (K. al-shiʿr wa l-shuʿarāʾ): notizie biografiche sui poeti dall'età della Jāhiliyya fino al IX secolo, precedute da un'introduzione teorica sulla poesia[2]
- Tafsīr gharīb al-Qurʾān: commentario filologico su alcuni dei passaggi più oscuri del Corano
- Taʾwīl mukhtalif al-h̩adīth: Interpretazione riguardante le controversie dei h̩adīth, in cui l'Autore espone le sue idee politiche e religiose
- Le fonti delle notizie (K. ʿUyūn al-akhbār): enciclopedia consistente in un'ampia compilazione di aneddoti e d'informazioni a carattere storico, etico e letterario nello stile tipico dell'adab. Tale opera consta di 10 libri, organizzati nel seguente modo: il potere, la guerra, la nobiltà, il carattere, la retorica, l'ascetismo, l'amicizia, le preghiere, il nutrimento, le donne